# Josip Vrlić
Josip Vrlić, hrvaški vaterpolist, * 25. april 1986, Rijeka, Hrvaška.
Igra za hrvaški vaterpolski klub Jug iz Dubrovnika. Visok je 198 centimetrov, težak pa 130 kilogramov. Tudi njegov brat Mislav je vaterpolist, ki igra za Primorje.